# Aita Mare
Aita Mare là một xã thuộc hạt Covasna, România. Dân số thời điểm năm 2002 là 1777 người.